# Giuseppe Luosi
Giuseppe, comte Luosi, francisé en « Jacques Luini » (1755 - Mirandola † 1er octobre 1830 - Milan) est un juriste et homme politique italien des XVIIIe et XIXe siècles.
Ministre de la Justice pendant toute la durée du royaume d'Italie (1805-1814), il est en cette qualité le premier promoteur de la codification du droit en Italie.

## Biographie
Luosi, après avoir terminé ses études de droit, pratiqua pendant de nombreuses années la profession d'avocat à Mirandola, jusqu'à ce qu'il soit lancé sur la scène de la vie publique par les invasions napoléoniennes. Il est un des premiers à se déclarer en faveur des idées nouvelles. Luosi rencontre Napoléon et est immédiatement apprécié par celui-ci.
Après la première campagne d'Italie de Bonaparte, Luosi occupe alors une série de charges au sein de la République cispadane, république sœur de la première République française, notamment celles de membre du gouvernement de Modène, de gouverneur de la Romagne et de membre du conseil de défense de la République. À partir du 30 juin 1797, il est ministre de la Justice de la République cisalpine. Il entre au directoire de cette république le 31 août.
Il doit se réfugier en France, avec ses collègues, en 1799.
Après les vicissitudes des années 1799-1801, qui voient les Autrichiens être repoussés de l'Italie, Luosi est nommé membre de la consulte d'État, président de la section de justice dans le conseil législatif, puis grand-juge ministre de la Justice du royaume d'Italie (1805-1814) du 9 juin 1805 jusqu'à la chute du royaume avec la défaite de Napoléon Ier (1814).
Luosi remplit ses fonctions avec distinction et sagesse. Napoléon le nomme chevalier de la Légion d'honneur et grand dignitaire de l'ordre de la Couronne de fer, comte du Royaume (lettres patentes du 12 avril 1809) et sénateur. Il est également membre du collège électoral de Panaro.
Luosi retourne à la vie privée lors de la Restauration.

### L'engagement pour la codification du droit
Au cours de sa carrière au sommet de l'administration de la justice, Luosi lutte pour parvenir à une codification indépendante de droit en Italie, mû par l'espoir de ne pas avoir être limité à adopter des codes que Napoléon a introduit en France.
Luosi écrit, en 1801, un projet de code pénal qui sert d'exemple à tous les projets ultérieurs et suit personnellement tous les projets et qui trouva un écho auprès des meilleurs juristes et avocats connus de l'époque comme Gian Domenico Romagnosi, Tommaso Nani (de la Valteline), le criminaliste calabrais Giuseppe Raffaelli, et le juge de la cour de cassation Antonio De Lorenzi .
Le code de procédure est le seul effort de codification italienne qui est approuvé en 1807. Dans tous les autres cas, Napoléon impose les codes français, malgré les efforts de Luosi de parvenir à un équilibre difficile entre l'adaptation aux choix effectués au-delà des Alpes (et ainsi ne pas heurter les Français) et d'une forte empreinte italienne des codes.
Luosi publie un texte, la Collection des travaux sur le Code pénal du royaume d'Italie, qui regroupe la vaste documentation qui s'est accumulée sur son bureau : un travail acharné dans le but d'un projet de codification.
Le travail qu'il effectue n'est pas perdu : il influence la législation des différents états de l'Italie post-napléonienne, comme le Code pénal du duché de Parme de 1820, et à travers ce texte, ceux du royaume de Sardaigne de 1839 et 1859, à son tour prend pour modèle pour le Code pénal italien (1889) (it) de Giuseppe Zanardelli et aussi, en Suisse, pour le Code pénal du canton du Tessin, auquel travaille le célèbre avocat milanais Giuseppe Marocco (it).

## Armoiries
| Figure | Blasonnement |
|        | Armes de comte du Royaume, Écartelé : au 1, de sinople chargé d'un chevron abaissé d'or, surmonté de cinq étoiles du même, 3 et 2 (Comte grands officiers de la Couronne) ; au 2, de gueules à un cheval passant d'argent, la crinière d'azur ; au 3, de gueules à un cheval passant d'argent; au 4, palé d'argent et d'azur. |